# Peringiella
Genre
Synonymes
Rissopsis (Peringiella) Monterosato, 1878
Peringiella est un genre de mollusques de la classe des gastéropodes, de l'ordre des Littorinimorpha et de la famille des Rissoidae.

## Liste des espèces
Selon World Register of Marine Species (10 septembre 2019) :
- Peringiella denticulata Ponder, 1985
- Peringiella eburnea (F. Nordsieck, 1968)
- Peringiella elegans (Locard, 1891)

Noms en synonymie
- Peringiella eburnea Pallary, 1920, un synonyme de Peringiella eburnea (F. Nordsieck, 1968)
- Peringiella ovummuscae Gofas, 1990, un synonyme de Botryphallus ovummuscae (Gofas, 1990)
- Peringiella tuber Rolán, 1991, un synonyme de Botryphallus tuber (Rolán, 1991)